# Das Märchen vom Schlauraffenland

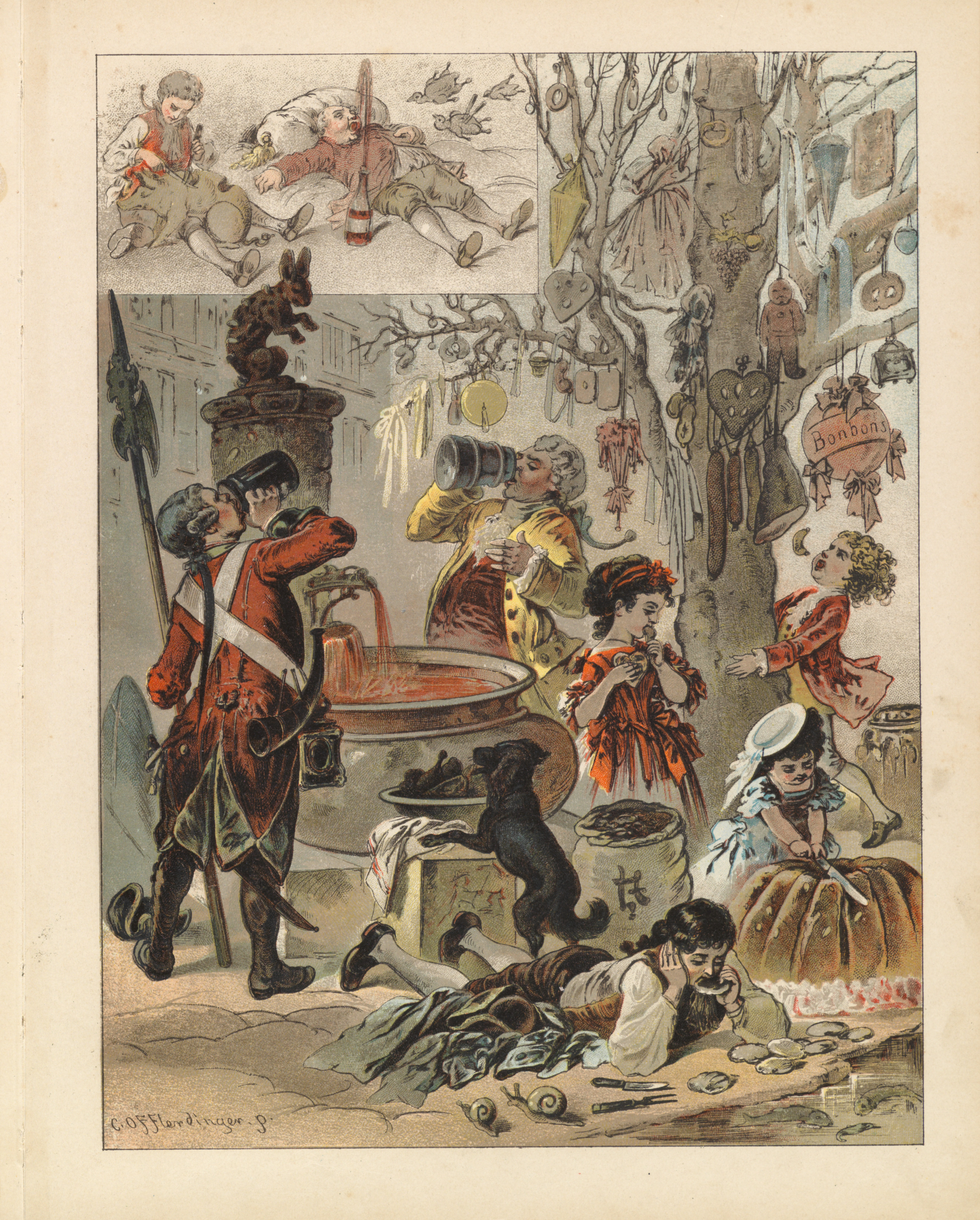
Das Schlaraffenland in einer Illustration von ca. 1890

Das Märchen vom Schlauraffenland ist eine Lügengeschichte (ATU 1935, 1930). Sie steht in den Kinder- und Hausmärchen der Brüder Grimm ab der 2. Auflage von 1819 an Stelle 158 (KHM 158), vorher an Stelle 67 des zweiten Bandes. Ludwig Bechstein übernahm sie nach einem anderen Abdruck derselben Quelle in sein Deutsches Märchenbuch als Das Märchen vom Schlaraffenland (1845 Nr. 57, 1853 Nr. 50).

## Inhalt

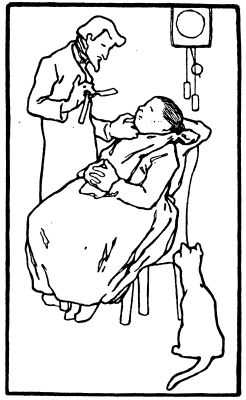
Illustration von Otto Ubbelohde, 1909

Der Text ist eine Folge offensichtlich unmöglicher und widersinniger Beobachtungen aus der „Schlauraffenzeit“, fast durchgehend Menschen oder Tiere, die etwas tun, was sie offensichtlich nicht können, z. B. „ich sah zwei Mücken an einer Brücke bauen, und zwei Tauben zerrupften einen Wolf.“

## Herkunft

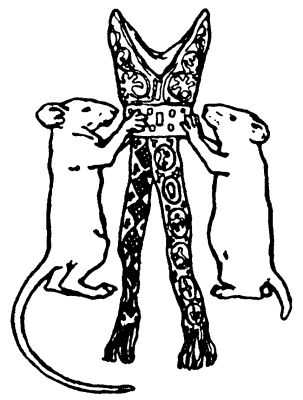
Illustration von Otto Ubbelohde, 1909

Wilhelm Grimm übersetzte das mittelhochdeutsche Gedicht Sô ist diz von lügenen aus dem 14. Jahrhundert mit kleinen Fehlern in Prosa. Seine Anmerkung stellt Textvergleiche an, u. a. das Lebkuchenhaus in KHM 15 Hänsel und Gretel. Er nannte die Lügengeschichte Märchen vom Schlauraffenland (Spätmittelhochdeutsch: slûraffe: Faulpelz), wohl in Anspielung an Sebastian Brants Satire Narrenschiff (1494), wo die Schlaraffen wohnen. Solche Reden sind v. a. im Spätmittelalter belegt.
Vgl. KHM 159 Das Dietmarsische Lügenmärchen, KHM 138 Knoist un sine dre Sühne, ferner vgl. Das Märchen vom wahren Lügner in Ludwig Bechsteins Deutsches Märchenbuch von 1845 und Das tapfere Bettelmännlein in Ludwig Bechsteins Neues deutsches Märchenbuch.
Heutige Bilder vom Schlaraffenland mit Essen und Trinken passen eher zu Ludwig Bechsteins Fassung: „Das könnt ihr glauben, daß die Vögel dort gebraten in der Luft herumfliegen, Gänse und Truthähne, Tauben und Kapaunen, Lerchen und Krammetsvögel ...“
August Heinrich Hoffmann von Fallersleben schrieb ein Gedicht Vom Schlaraffenlande.

## Verfilmung
- 2016: Das Märchen vom Schlaraffenland, Deutschland, Märchenfilm der 9. Staffel aus der ARD-Reihe Sechs auf einen Streich nach Motiven der Version von Bechstein und dem Gedicht "Vom Schlaraffenlande" von Hoffmann von Fallersleben